# Blueprint (framework)
Pour les articles homonymes, voir Blueprint (homonymie).
Blueprint est un framework CSS destiné à réduire le temps de développement et assurer la compatibilité sur de nombreux navigateurs, lors de l'utilisation de feuilles de style en cascade (CSS). Il est utilisé par de nombreux outils destinés à faciliter le développement CSS, ainsi qu'à le rendre plus accessible aux débutants. Blueprint est publié sous une version modifiée de la licence MIT, ce qui fait de lui un logiciel libre. Il peut être utilisé tel quel, ou intégré à un outil de compression écrit en Ruby.

## Fonctionnalités
- un mécanisme de grille facilement personnalisable
- une gestion de typographie pratique
- une remise en l'état des feuilles CSS générées par le navigateur
- des feuilles de styles adaptées à l'impression
- des scripts de personnalisations adaptés
- minimisation des duplications de code

## Historique
Blueprint a été créé et publié le 3 août 2007 par Olav Bjørkøy. À partir du 11 août 2007, Blueprint s'est vu doté de nouveaux outils fondés sur les idées de Jeff Croft, Nathan Borror, Christian Metts et Eric Meyer. La version 0.8 a été publiée le 11 novembre, et inclut de nombreuses corrections de bug tout comme la mise en place d'un plugin de gestion des "tabs".

## Blueprint comme base à d'autres projets
Un des objectifs lancés par l'équipe de développement était de faciliter le développement de nouveaux outils intégrant les feuilles de style CSS. De nombreux générateurs de feuilles CSS, éditeurs visuels, thèmes et frameworks sont fondés sur Blueprint ; plusieurs d'entre eux sont listés sur le Wiki Blueprint.